# Dymaxion (automobil)

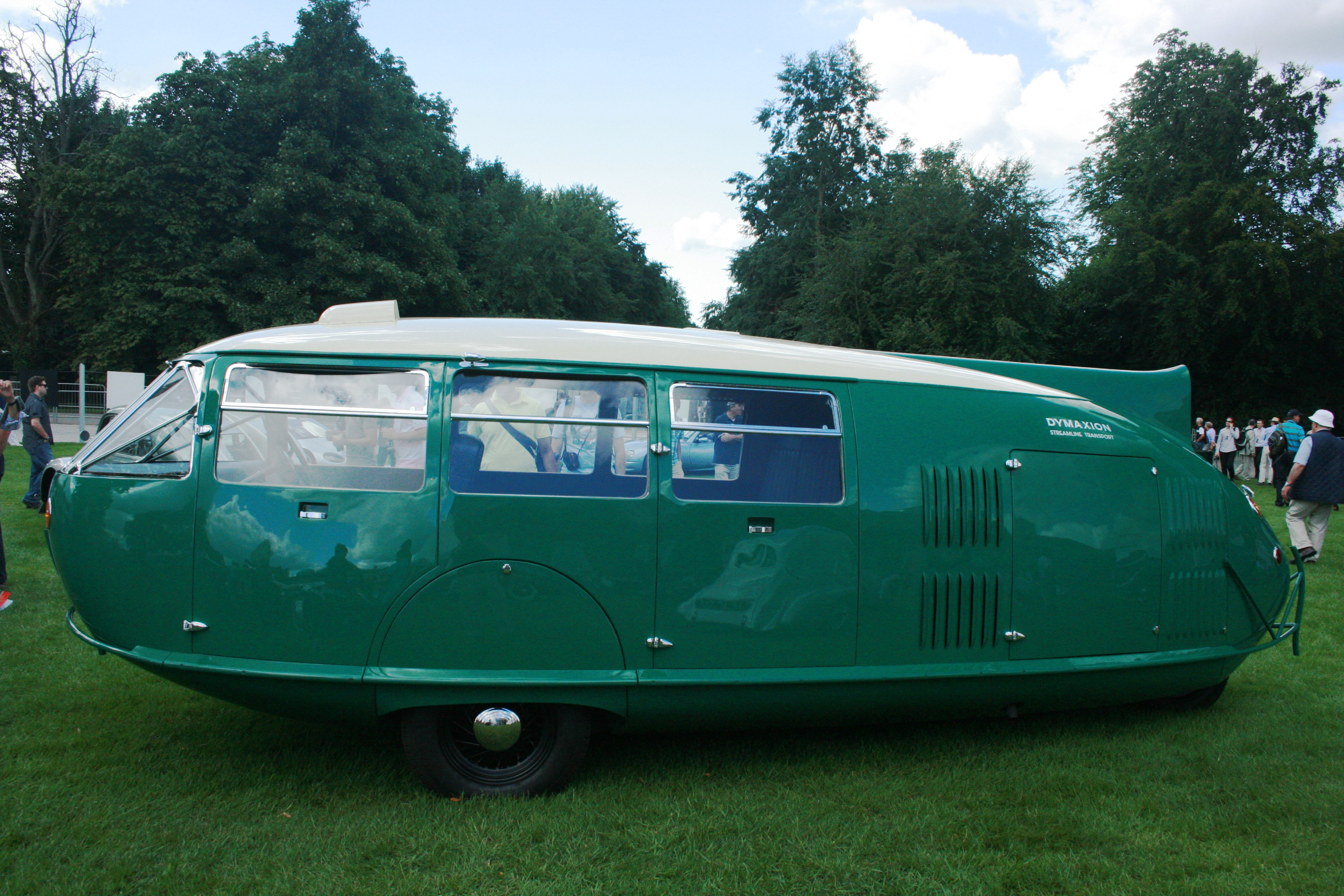
Vůz Dymaxion

Dymaxion byl název automobilu, který sestrojil v roce 1933 americký vynálezce Buckminster Fuller a prezentoval ho na Světové výstavě v Chicagu. Vůz byl součástí rozsáhlého projektu, který Fuller nazval Dymaxion (složenina anglických výrazů dynamic, maximum a tension — dynamika, maximum a napětí) a který měl komplexně řešit životní styl moderní doby.
Automobil měl tvar dešťové kapky, což bylo způsobeno snahou minimalizovat odpor vzduchu a uspořit palivo (spotřeba byla vypočítána na 7,8 litru na 100 km). Měl tři kola, byl dlouhý 6,1 metru a vážil 1045 kg. Měl být využíván jako mikrobus s kapacitou jedenáct osob. Fuller na jeho vývoji spolupracoval s renomovaným stavitelem lodí Williamem Starlingem Burgessem, zřídil vlastní továrnu v Bridgeportu, využil šasi z automobilu Ford B a karosérii vyrobil z hliníku. Dymaxion měl pohon předních kol, ovšem motor byl umístěn vzadu. Dvojice předních kola byla pevná, zatímco zadní kolo se mohlo otočit o 180 stupňů. Nejvyšší dosažená rychlost byla 140 km v hodině. 
Pro Fullera byl Dymaxion pouze prvním krokem k vytvoření dopravního prostředku, který by se mohl pohybovat na souši, ve vodě i ve vzduchu. Snaha o to, aby vůz dokázal co nejrychleji měnit směr jízdy, se podepsala na jeho nestabilitě a špatné ovladatelnosti. Při zkušební jízdě 27. října 1933 na chicagské výstavě se vozidlo převrhlo a cestující utrpěli těžká zranění. To vedlo k zastavení dalších prací na vynálezu. Vznikly pouze tři prototypy, z nichž se zachoval jediný. V roce 2014 vyrobili konstruktéři v Kopřivnici funkční repliku Dymaxionu pro americké muzeum.      